# Presenter

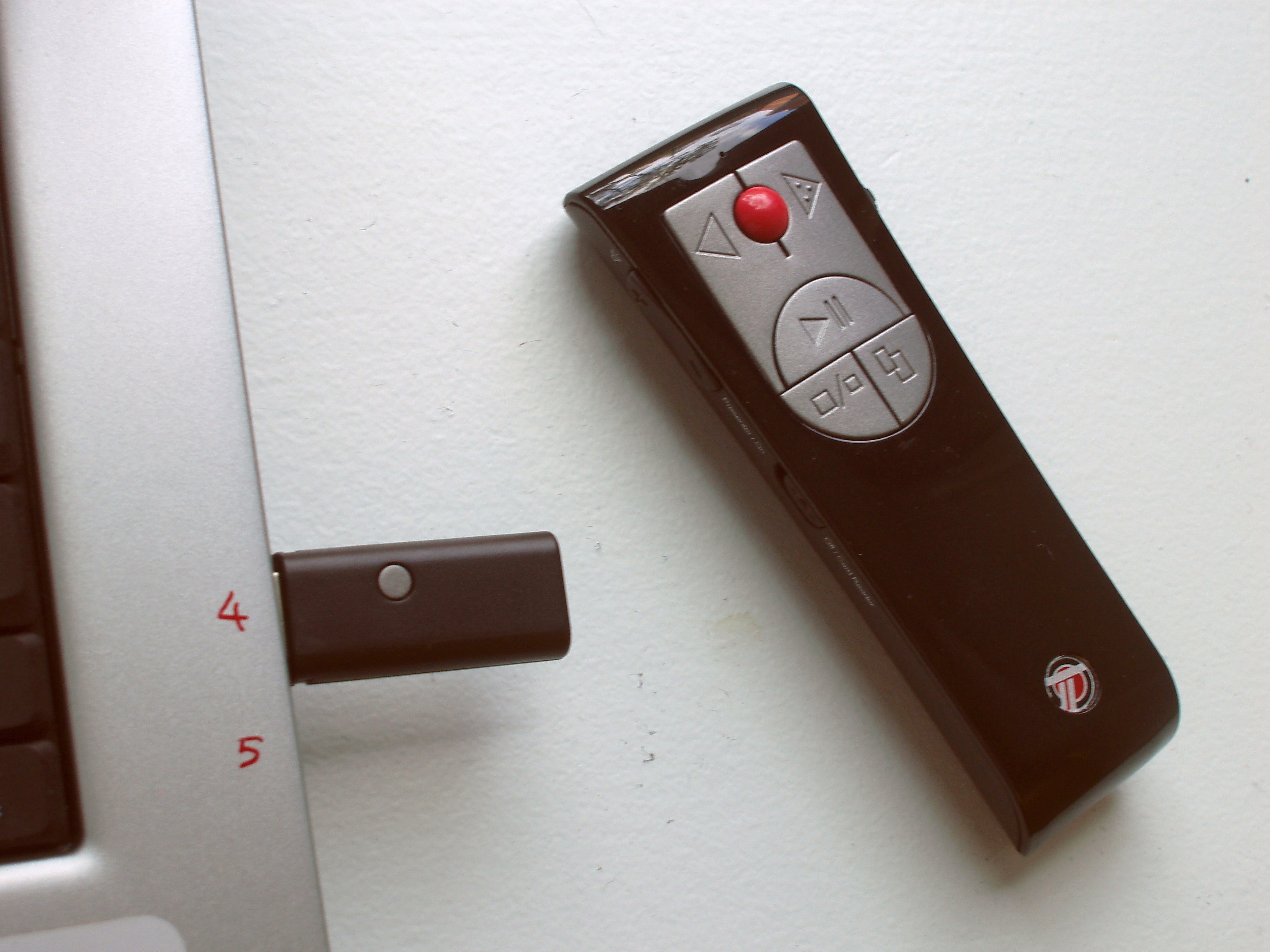
Presenter (Fernbedienungselement und Empfängerantenne)

Ein Presenter (Engl. to present = präsentieren) ist eine Fernbedienung zur Steuerung eines PCs während eines Vortrags. Er wird meist benutzt, um eine mit einem Videoprojektor gezeigte (z. B. mit Powerpoint oder Impress erstellte) Computerpräsentation zu steuern, und ermöglicht dem Präsentierenden, sich innerhalb der Reichweite des Presenters frei zu bewegen.

## Schnittstelle zum PC
Ein Presenter besteht aus dem Fernbedienungselement und einem kleinen Empfangsteil, das meist über einen USB-Anschluss mit dem Computer verbunden wird. Die Daten werden über Funk (beispielsweise Bluetooth) oder Infrarot übertragen. Zusätzliche Programme auf dem Computer sind meist nicht notwendig. Ein Presenter verwendet normalerweise kein besonderes Kommunikationsprotokoll zum Präsentationsprogramm, sondern emuliert einfache Tastatureingaben (Pfeiltasten, Funktionstaste F5 etc.) und Mausbefehle (Rollrad).
Die Reichweite wird bei funkbetriebenen Geräten meist mit 10 bis 15 Metern angegeben, eine Infrarotverbindung kann nur auf eine freie Sichtlinie zum PC eingesetzt werden.
Das Fernbedienungselement wird aus kleinen Batterien wie Knopfzellen oder AAA-Zellen gespeist.

## Zusatzfunktionen
Der Presenter enthält neben den Elementen zum Steuern der Präsentation oft einen Laserpointer. Ein Unterscheidungsmerkmal zwischen den angebotenen Modellen ist die Farbe des Lasers. Grün gilt hier als besser sichtbar als Rot.
Weitere Zusatzfunktionen können z. B. ein Kurzzeitwecker mit Vibrationsalarm sein oder eingebauter Flash-Speicher im Empfängerteil, so dass der Presenter gleichzeitig als USB-Stick Verwendung findet. Es gibt auch Presenter mit Maus-Funktion, mit der der Mauszeiger auf dem Bildschirm bewegt und so Programme gesteuert werden können. Kabellose Mäuse sind manchmal auch mit Presenterfunktionen ausgestattet.

## Methodik
Die Verwendung des Presenters hilft dem Vortragenden, sich frei zu bewegen (statt immer am PC zu stehen), auf die Zuhörer zuzugehen und Kontakt mit ihnen zu halten, gemeinsam mit ihnen die Präsentation zu betrachten und mit dem Laserpointer im Dialog mit den Teilnehmern Dinge hervorzuheben. Dadurch wird interaktives Lernen möglich, und negative Merkmale des Frontalunterrichts werden abgeschwächt. Besonders gut funktioniert das, wenn Präsentationsfolien nur aus Bildern bestehen und nur der emotionalen Untermalung oder der Illustration des eigentlichen Vortrags dienen.
Ein weiterer Nebeneffekt ist, dass sich der Vortragende am Presenter „festhalten“ kann, d. h. er etwas in der Hand hält. Die Möglichkeit, in einer solchen Situation die Hände mehr oder weniger sinnvoll beschäftigen zu können beruhigt viele Personen, die sich bei Vorträgen bzw. beim freien Sprechen vor Publikum sonst eher aufgeregt, nervös oder gestresst fühlen.